# Александров, Тодор
Тодор Александров Попорушев (4 марта 1881, Ново Село, Македония, тогда Османская империя — 31 августа 1924, Сугарево, Болгария) — болгарский революционер и политический деятель, руководитель Внутренней македонской революционной организации в 1919—1924 годах.

## Биография

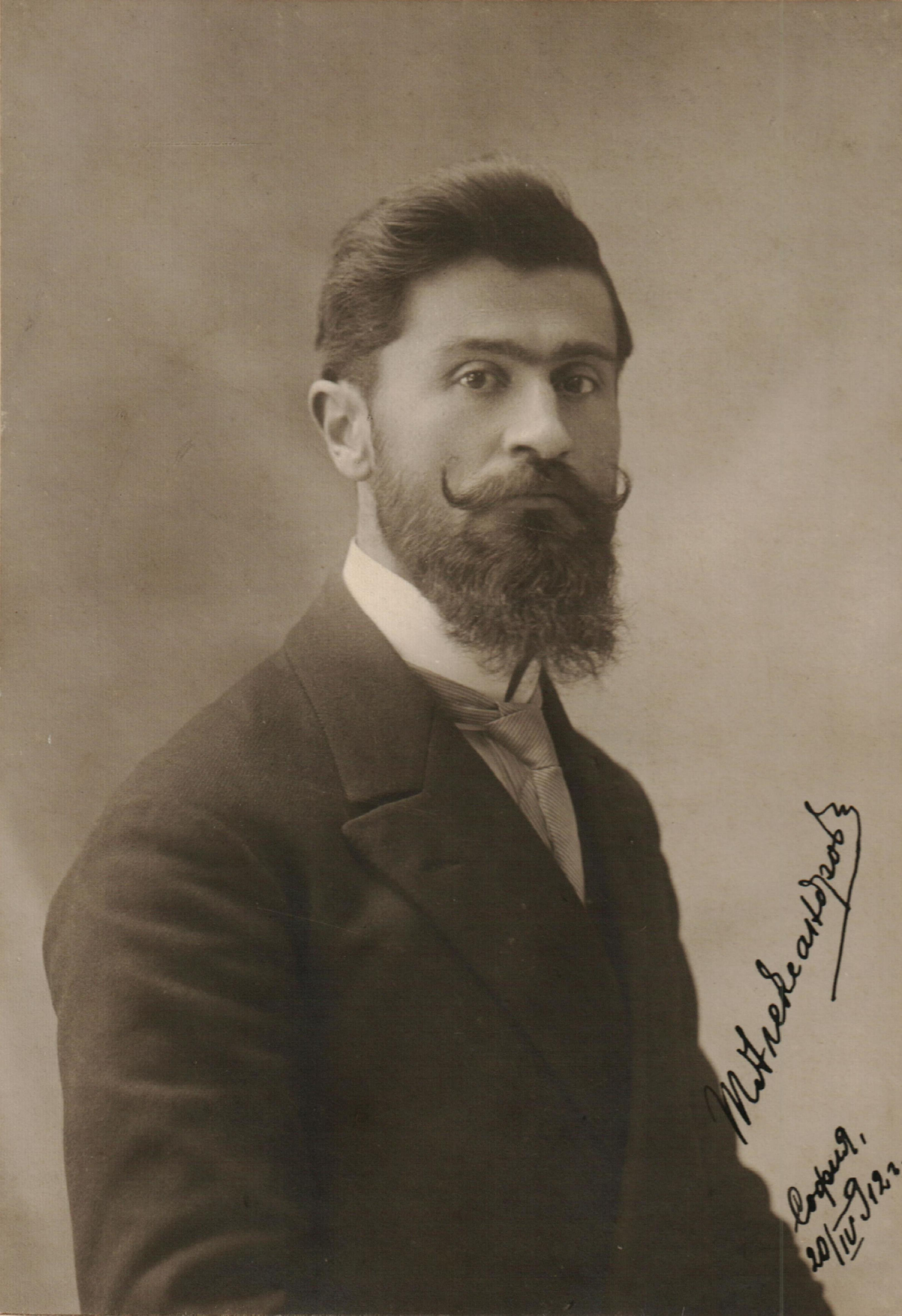

Учился в Солунской болгарской мужской гимназии и в болгарской педагогической школе в Скопье, где вступил в ряды Внутренней македонско-одринской революционной организации под влиянием директора школы Христо Матова, основателя революционной организации. Участвовал в вооружённой борьбе против Османской империи, был схвачен и осуждён, но отпущен по амнистии. Впоследствии возглавил Скопский революционный округ.
В 1911 году вместе с Петром Чаулевым и Христо Чернопеевым был избран в ЦК Внутренней македонско-одринской революционной организации. В 1912 году организовал террористические акты в городах Штип и Кочани, которые стали поводом к началу Первой балканской войны. Вместе со своей четой захватил город Кукуш и передал его наступающим болгарским войскам.
В ходе Второй балканской войны и Первой мировой войны сражался на стороне Болгарии. В 1919 году вместе с Александром Протогеровым и Петром Чаулевым восстановил Македонскую революционную организацию как Внутреннюю македонскую революционную организацию.
Александров выступал за создание автономной, а в перспективе — независимой республики Македония со столицей в Салониках. Значительное внимание Александров уделял созданию македонских институтов в Пиринском крае. Опирался на помощь Болгарии. Враждовал с правительством Болгарского земледельческого народного союза Александра Стамболийского, участвовал в подавлении сентябрьского восстания 1923 года.
В 1924 году Тодор Александров подписал так называемый «майский манифест» о союзе Внутренней македонской революционной организации с коммунистами в борьбе против правительства Югославии. Однако, под давлением соратников отказался признавать свою подпись, назвав манифест фальсификацией.
31 августа 1924 года Т. Александров был застрелен неизвестным; убийство осталось нераскрытым.
Македонские этнические националисты (македонисты) считают Т. Александрова предателем, болгары — героем. В честь Т. Александрова назван проспект в Софии.